# Jornadas de Maio de 1937
Jornadas de maio de 1937 (Els Fets de maig em Catalão, Los Hechos de Mayo ou "Eventos de Maio", em espanhol) foi um período de violência civil na Catalunha, entre 3 de maio e 8 de maio de 1937, quando facções do lado republicano na Guerra Civil Espanhola se envolveram, uma contra a outra, em batalhas de rua na cidade de Barcelona.
Os confrontos começaram quando, em Barcelona, unidades da Guarda de Assalto (Guardia de Asalto) - sob o controle do chefe de polícia Eusébio Rodríguez Salas e sob a influência da Partido Comunista de Espanha suportado pela URSS e seu braço local, o Partido Socialista Unificado da Catalunha (PSUC),  tentaram tomar o controle do edifício da central telefônica sob o controle dos anarquistas. Isso foi parte de uma série de medidas semelhantes tomadas pelo governo catalão a mando da URSS para esmagar as forças socialistas anti-stalinista.
Neste caso, os trabalhadores revidaram: controlar a central telefônica não era apenas uma questão de prestígio para os anarquistas, mas também um forte ponto em qualquer luta pelo poder na cidade. A chamada às armas foi emitida, e o conflito se espalhou por toda Barcelona.
Os combates de rua duraram cinco dias, onde os trabalhadores de denominações diferentes, muitas das quais simpatizantes do anti-stalinista Partido Operário de Unificação Marxista (POUM), construiram barricadas e trocaram tiros com a "guardias de asalto", e elementos do PSUC.
Os membros da Confederação Nacional do Trabalho (CNT) foram finalmente persuadidos a um compromisso por Juan García Oliver, entre outros. O governo republicano, fortemente influenciado pelo seu principal benfeitor internacional, a URSS, enviou 10 000 soldados da Guarda de Assalto a Barcelona para assumir o controle da cidade.
O escritor britânico George Orwell descreve esses eventos, em que tomou parte, no 10o capítulo  de seu livro Homenagem à Catalunha. 
Outros relatos em primeira mão incluem o do anarquista alemão Augustin Souchy que escreveu sobre os Dias de Maio, em seu livro A Trágica Semana de Maio e os socialistas suecos Ture Nerman e August Spångberg  que também estavam presentes em Barcelona e escreveram sobre suas experiências em suas autobiografias. Os eventos também foram ilustrado no premiado filme Terra e Liberdade.
George Orwell, em seu livro Homage to Catalonia vê os dias de Maio como uma supressão da revolução por partidos apoiados pela URSS como o PSUC. Ele argumentou que Stalin não queria uma genuína revolução socialista na Espanha. 
Ele descreve Barcelona em 1936 como uma cidade sob o controle dos trabalhadores - A polícia substituída por patrulhas de trabalhadores, locais de trabalho coletivizados – e a natureza igualitária das milícias em Barcelona (como a o POUM milícia em que ele atuou). Ele contrasta isso com o estado policial opressor que se desenvolveu a partir de Maio e a subseqüente supressão do POUM.
Emma Goldman, proeminente anarquista americana, acrescenta o relato de Orwell em sua Letter to the editor of the times on issues of current interest.

## Resultado do Conflito
O resultado final da batalha foi a maior erosão do controle operário da cidade e os primórdios da Contra-Revolução generalizada. O POUM foi disperso, suas publicações proibidas, e seus líderes presos. A República realizou prisões em massa de trabalhadores contrarios a eles e dissolveu as fazendas  agrícolas coletivas em Aragón pela força das armas. Alistamento das milícias de voluntários no exército da República da Frente Popular tornou-se obrigatório, seus membros foram absorvidos ou então declarados desertores.
Ironicamente, apesar de os anti-estalinistas serem silenciados pela contra-revolução, os inimigos fascistas da URSS derrotaram a República em 1939. Como Stéphane Courtois escreve, "[Stalin] jogou corajosamente contra a independência do povo espanhol, mas debilmente contra Franco. Ele foi bem sucedido em intrigas assassinas, mas não na guerra na Espanha.